# Euxoa wirima
Euxoa wirima là một loài bướm đêm trong họ Noctuidae.